# 유전간호
유전간호(遺傳看護, Genetics nursing)은 유전병이나 유전자 검사에 대한 전문적인 간호이다. 유전간호사가 유전상담사 역할도 하기도 한다. 

## 같이 보기
- 유전상담